# Цинаско
Цинаско (італ. Zinasco) — муніципалітет в Італії, у регіоні Ломбардія,  провінція Павія.
Цинаско розташоване на відстані близько 460 км на північний захід від Рима, 39 км на південь від Мілана, 10 км на південний захід від Павії.
Населення — 3282 особи (2014).
Покровителі — святий Антоній Великий.

## Демографія
Населення за роками:

Станом на 1 січня 2023 року в муніципалітеті офіційно проживало 237 іноземців з 30 країн, серед них 67 громадян країн Євросоюзу та 20 громадян України.

## Сусідні муніципалітети
- Бастіда-Панкарана
- Карбонара-аль-Тічино
- Кава-Манара
- Червезіна
- Корана
- Дорно
- Гропелло-Каїролі
- Меццана-Рабаттоне
- Панкарана
- П'єве-Альбіньола
- Соммо
- Вілланова-д'Арденгі